# Františka Bollardová
Františka Bollardová (7. ledna 1838 Praha – 22. května 1892 Královské Vinohrady) byla česká divadelní herečka, členka takzvané Staré gardy Národního divadla v Praze.

## Život
Narodila se v Praze v početné rodině krejčího Václava Bollarda, nadšeného ochotníka. Divadlo začala hrát spolu se svojí sestrou Antonií a bratrem Jindřichem nejprve s ochotníky v Praze na Smíchově. V roce 1858 debutovala ve Stavovském divadle, kde o rok později získala i stálé angažmá. V roce 1862 přešla spolu s několika dalšími herci do Prozatímního divadla a v letech 1881–1886 byla členkou činohry Národního divadla v Praze. V květnu roku 1892 podlehla na Královských Vinohradech tuberkulóze a následně byla pohřbena na Olšanských hřbitovech.

## Divadelní role (výběr)

### Národní divadlo
- 1883/1884 – role Komorné Lady Makbethové ve hře Macbeth
  - role Veroniky ve hře J. J. Kolára Pražský žid
  - role Paní Staváčkové ve hře J. K. Tyla Řemeslnická merenda
- 1884/1885 – role Stařeny ve hře Faust
  - role Vdovy Záleské ve hře Ernsta Raupacha[8] Mlynář a jeho dítě
  - role Mihulice ve hře Strakonický dudák
  - role Petruše ve hře J. J. Kolára Umrlčí hlava
- 1885/1886 – role Stařeny v opeře A. Boita Mefistofeles[9]